# Jon Niese
Jonathon Joseph Niese (né le 27 octobre 1986 à Lima, Ohio, États-Unis) est un lanceur gaucher de la Ligue majeure de baseball. 

## Carrière

### Mets de New York

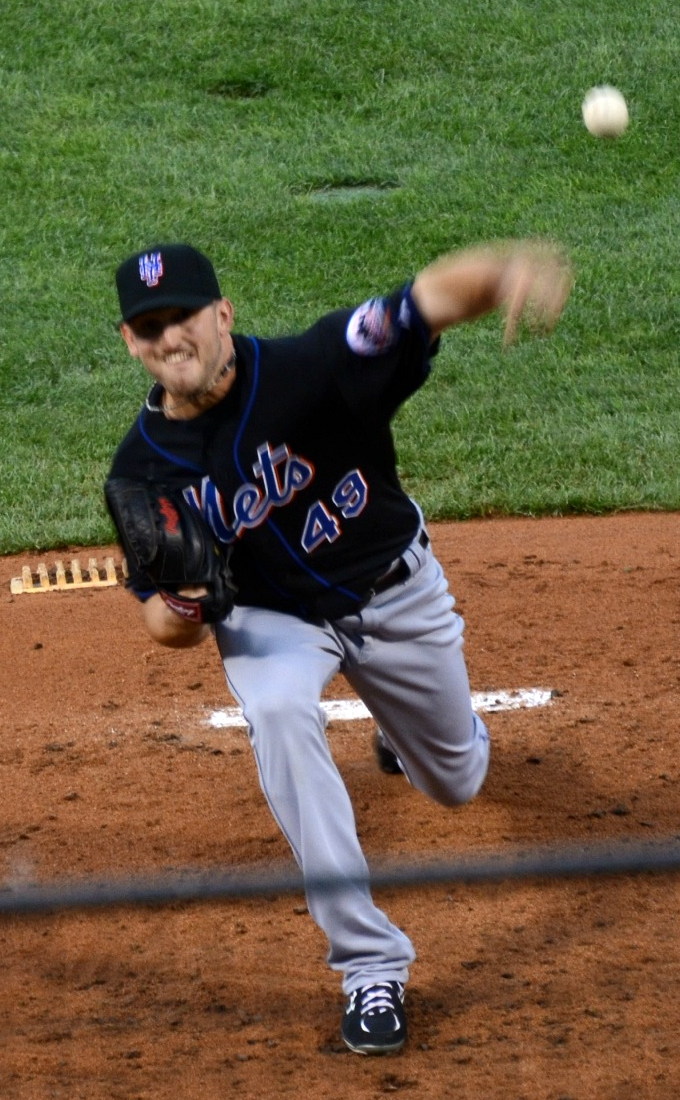
Jon Niese en août 2011.

Après des études secondaires à la Defiance High School de Defiance (Ohio) où il s'illustre en baseball et football, Jon Niese est repêché le 7 juin 2005 par les Mets de New York au septième tour de sélection. Il perçoit un bonus de 175 000 dollars à la signature de son premier contrat professionnel le 1er juillet 2005. 
Niese évolue trois sqisons en ligues mineures avant d'effectuer ses débuts en Ligue majeure avec les Mets le 2 septembre 2008. Il remporte sa première victoire le 13 septembre après une sortie de 8 manches au monticule contre les Braves d'Atlanta et complète l'année avec une fiche de 1-1 en 3 sorties.
Encore principalement joueur de ligues mineures en 2009, il n'amorce que cinq parties cette année-là pour les Mets, remportant une victoire contre une défaite. Sa saison s'achève dès le 5 août à la suite d'une blessure nécessitant une intervention chirurgicale. Il est opéré avec succès dès le 6 août.
De retour au jeu en 2010, Niese se fait une place au sein de la rotation des lanceurs partants des Mets. Le 10 juin, il signe un blanchissage avec un seul coup sûr accordé.
Niese fait partie de la rotation de partants des Mets de 2010 à 2015. En 2012, il maintient une moyenne de points mérités de 3,40 en 190 manches et un tiers avec des sommets personnels de 13 victoires (contre 9 défaites) et 155 retraits sur des prises. 
Des maux d'épaule le limitent à 24 départs en 2014, au cours desquels sa moyenne de points mérités se chiffre à 3,71 en 143 manches lancées.
Malgré une fiche perdante de 9 victoires et 11 défaites en 2014, il ramène à 3,40 sa moyenne de points mérités, cette fois en 30 départs, le même total qu'en 2012, et 187 manches et deux tiers lancées.
Dans la rotation de partants des Mets pour presque toute la saison 2015, il est assigné à un rôle de lanceur de relève à la fin septembre, en prévision des séries éliminatoires. Les Mets comptent en effet sur l'un des meilleurs groupes de jeunes partants des majeures et c'est le quatuor deGrom-Harvey-Syndergaard-Matz qui est chargé d'amener New York jusqu'en Série mondiale 2015. La transition de Niese vers l'enclos de relève est un succès. Seul releveur gaucher du club, il est employé stratégiquement comme spécialiste gaucher au cours des deux premières rondes éliminatoires contre les Dodgers et les Cubs, retirant sur trois prises les deux frappeurs affrontés. Il effectue 4 sorties en grande finale face aux Royals de Kansas City, qui s'avèrent plus forts que les Mets, et malgré 4 retraits au bâton accorde 3 points mérités sur 5 coups sûrs en 4 manches et deux tiers lancées.

### Pirates de Pittsburgh
Le 9 décembre 2015, les Mets échangent Niese aux Pirates de Pittsburgh pour Neil Walker, un joueur de deuxième but.

## Statistiques
| Saison | Équipe  | G  | GS | CG | SHO | V  | D  | SV | IP    | SO  | ERA  |
| ------ | ------- | -- | -- | -- | --- | -- | -- | -- | ----- | --- | ---- |
| 2008   | NY Mets | 3  | 3  | 0  | 0   | 1  | 1  | 0  | 14.0  | 11  | 7,07 |
| 2009   | NY Mets | 5  | 5  | 0  | 0   | 1  | 1  | 0  | 25.2  | 18  | 4,21 |
| 2010   | NY Mets | 30 | 30 | 2  | 1   | 9  | 10 | 0  | 173.2 | 148 | 4,20 |
| Totaux | Totaux  | 38 | 38 | 2  | 1   | 11 | 12 | 0  | 213.1 | 177 | 4,39 |

Note: G = Matches joués ; GS = Matches comme lanceur partant ; CG = Matches complets ; SHO = Blanchissages ; 
V = Victoires ; D = Défaites ; SV = Sauvetages ; IP = Manches lancées ; SO = retraits sur des prises ; ERA = Moyenne de points mérités.